# 25-я пехотная дивизия АК
25-я пехотная дивизия АК (пол. 25 Dywizja Piechoty AK) — польское партизанское стрелковое соединение Армии Крайовой, которое действовало с сентября 1942 на оккупированной нацистской Германией территории города Познань.

## История
Дивизия была сформирована в сентябре 1942 года, согласно с боевым порядком Войска Польского от 1 сентября 1939 года, согласно которому произошло восстановление боевых частей на территории города Познань.
Отдельные организационные районы подразделения были ответственны за проведение мобилизации разделённых дивизий. Командование Великопольского района АК было ответственно за 29-й стрелковый полк и за 60-й пехотный полк Войска Польского. В то время как командование Кротошинского района АК было ответственно за 56-й Великопольский стрелковый полк.